# Un commando en Bretagne
Pour plus de détails, voir Fiche technique et Distribution.
Un commando en Bretagne (Assignment in Brittany) est un film américain réalisé par Jack Conway, sorti en 1943.

## Synopsis
En France, durant la Seconde Guerre mondiale, le capitaine Pierre Matard arrive quelque part sur la côte bretonne. Choisi pour sa ressemblance avec le collaborateur présumé Bertrand Corlay (détenu en Angleterre), il rejoint la ferme de la famille Corlay, où il rencontre notamment Henriette Corlay, la mère de Bertrand Corlay, et la fiancée de ce dernier, Anne Pinot.
Sa mission étant de localiser la cachette d'un sous-marin allemand, il contacte la Résistance locale...

## Fiche technique
- Titre : Un commando en Bretagne
- Titre original : Assignment in Brittany
- Réalisation : Jack Conway
- Scénario : Anthony Veiller, William H. Wright et Howard Emmett Rogers, d'après le roman éponyme d'Helen MacInnes
- Musique : Lennie Hayton
- Directeur de la photographie : Charles Rosher
- Direction artistique : Cedric Gibbons
- Décors de plateau : Edwin B. Willis
- Costumes : Gile Steele (hommes), Irene et Howard Shoup
- Montage : Frank Sullivan
- Producteur : J. Walter Ruben
- Société de production et de distribution : Metro-Goldwyn-Mayer
- Genre : Film de guerre
- Noir et blanc - 96 min
- Date de sortie ( États-Unis) : 11 mars 1943

## Distribution

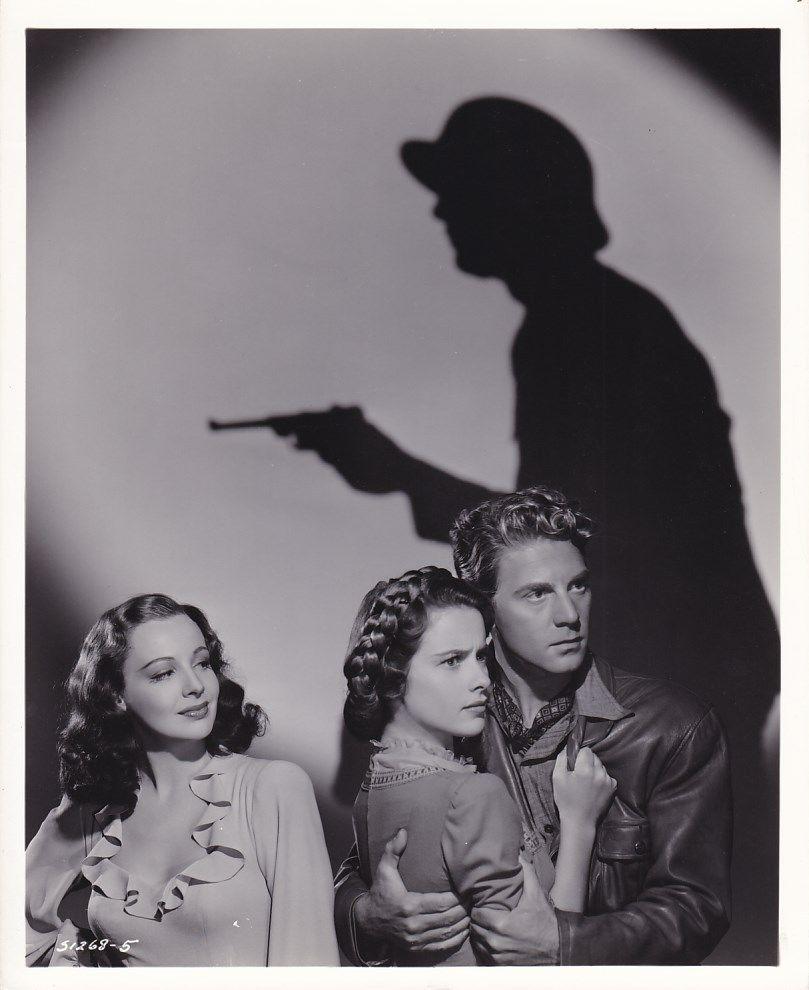
De gauche à droite, Signe Hasso, Susan Peters et Jean-Pierre Aumont dans une scène du film.

- Jean-Pierre Aumont : le capitaine Pierre Matard / Bertrand Corlay
- Susan Peters : Anne Pinot
- Margaret Wycherly : Mme Henriette Corlay
- Signe Hasso : Élise
- Richard Whorf : Jean Kerenor
- George Coulouris : le capitaine Hans Holz
- John Emery : le capitaine Deichgraber
- Darryl Hickman : Étienne
- Sarah Padden : Albertine
- Adia Kuznetzoff : Louis Basdevant
- Reginald Owen : le colonel Trane
- Miles Mander : le colonel Herman Fournier
- Alan Napier : Sam Wells
- Odette Myrtil : la sœur de Louis
- Juanita Quigley : Jeannine
- William Edmunds : Plehec
- George Brest : Henri
- George Travell : Rochet
- Paul Leyssac : le prêtre du village
- Lucien Prival : le Major von Pless
- Rex Williams : le sergent Krulich
- Lionel Royce : le colonel von Steffan
- Frederick Brunn : un agent de la Gestapo

Acteurs non crédités
- Rudolph Anders : une ordonnance
- Morris Ankrum : Stenger
- King Baggot : un paysan à l'église
- Barbara Bedford : une infirmière
- Francis X. Bushman Jr. : un lieutenant allemand
- Horace B. Carpenter : Yves
- George Davis : Nestor
- Steven Geray : un prêtre
- Peter Lawford : un navigateur
- George Magrill : une sentinelle allemande
- May McAvoy : une infirmière
- Louis Mercier : un pêcheur
- Alberto Morin : un mécanicien arabe
- Almira Sessions : Mme Perro
- John St. Polis : un vieil homme à l'auberge
- Wolfgang Zilzer : l'aide du capitaine Dechgraber